# 동굴고기과
동굴고기과(Amblyopsidae)는 측극기류 연농어목에 속하는 조기어류과의 하나이다. 작은 민물 물고기로 미국 동부의 습지와 동굴, 깊은 수심의 호수 등의 어두운 환경에서 발견된다. 200종 이상의 동굴 물고기(Cavefish)가 알려져 있지만, 이 중에서 동굴고기과는 동굴 물고기 6종을 포함하고 있다. 이 중 아가시지(Forbesichthys agassizii)는 지하와 지상 모두에서 서식한다. 코르누타(Chologaster cornuta)는 동굴에서 서식하지 않고 지상 습지에서 산다.

## 하위 속
- Amblyopsis - 3종
- Chologaster - 유일종 C. cornuta
- Forbesichthys - 유일종 F. agassizii
- Speoplatyrhinus - 유일종 S. poulsoni
- Typhlichthys - 유일종 	T. subterraneus

## 같이 보기
- 진동굴성 생물